# Wilhelm Bernhard von der Goltz
Wilhelm Bernhard von der Goltz (* 1736 in Heinrichsdorf, Kreis Neustettin; † 6. Februar 1795 in Basel) war ein preußischer Offizier und Diplomat.

## Leben

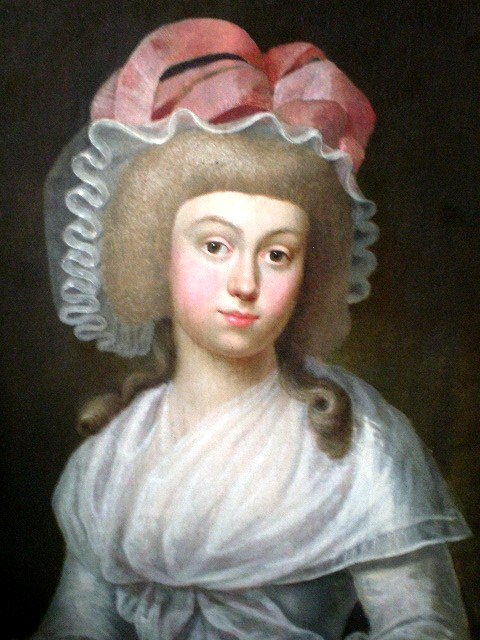
Cornelia Jacobine von der Goltz, Frau von Wilhelm Bernhard von der Goltz

Wilhelm Bernhard von der Goltz stammte aus der Heinrichsdorfer Linie des Adelsgeschlecht von der Goltz und war der Sohn von Georg Konrad von der Goltz (1704–1747) und Charlotte Wilhelmine von Grävenitz (1720–1771). 1768 heiratete er Cornelia Jacobine von Steengracht (1752–1821).
Von der Goltz trat nach dem Schulbesuch in die preußische Armee ein. Im Jahr 1756 wurde er Major und Flügeladjutant der Infanterie. Zwischen 1756 und 1762 nahm er am Siebenjährigen Krieg teil und brachte es 1762 zum Oberst.
Im Jahr 1762 wurde er zunächst preußischer Gesandter in St. Petersburg und schloss als Bevollmächtigter von König Friedrich II. am 5. Mai 1762 den Frieden von Sankt Petersburg. Noch im Dezember des Jahres kehrte er nach Preußen zurück. Als Pfründe erhielt er 1763 die Stelle eines Vizedominus beim Domkapitel Magdeburg. Er wurde im November 1768 zum Gesandten und bevollmächtigten Minister in Paris und Versailles ernannt. Er sollte nach der Thronbesteigung von Ludwig XVI. für eine Schwächung des österreichischen Einflusses am französischen Hof sorgen.
Nachdem in Preußen Friedrich Wilhelm II. den Thron bestiegen hatte, wurde er 1786 in den Grafenstand erhoben. Im Jahr 1791 wurde er zum Generalmajor befördert.
Nachdem im Zuge der Französischen Revolution 1792 die diplomatischen Beziehungen mit Frankreich abgebrochen wurden, kehrte von der Goltz nach Preußen zurück. Im Dezember 1794 erhielt er den Auftrag in Basel mit Frankreich über ein Ende des Krieges zu verhandeln. Trotz verschiedener Schwierigkeiten gelang es ihm, dass die militärischen Aktionen der französischen Einheiten gegen preußische Truppen endeten. Die Anweisung aus Berlin vom 28. Januar 1795 notfalls das linke Rheinufer abzutreten, erreichte ihn nicht mehr. Er starb während der Verhandlungen an einem galligen Fieber. Den Frieden von Basel hat dann Karl August von Hardenberg abgeschlossen.